# Jodha Akbar (TV-serie)
Jodha Akbar  är en indiska TV-serie som sändes på Zee TV från 18 juni 2013 till 7 augusti 2015. Rajat Tokas och Paridhi Sharma spelar huvudrollerna. 

## Rollista (i urval)
- Rajat Tokas som Akbar den store
- Paridhi Sharma som Jodha/Mariam-uz-Zamani
- Ravi Bhatia som Nuruddin Mohammad Salim
- Heena Parmar som Anarkali
- Lavina Tandon som Ruqaiya Sultan Begum
- Manisha Yadav som Salima Sultan Begum
- Ankit Raizada som Maansingh